# When You Look at Me
When You Look at Me è il secondo singolo estratto dall'omonimo album della cantante statunitense Christina Milian. Scritta dalla stessa Milian e da Christin Karlsson, Nina Woodford, Fredrik Odesio e Henrik Jonback, fu prodotta dal duo svedese Bloodshy & Avant.
Il singolo fu un successo soprattutto in Australia e in Europa, raggiungendo la top 10 in Belgio, Irlanda, Paesi Bassi e Regno Unito.

## Classifiche
| Chart (2002)     | Posizione massima |
| ---------------- | ----------------- |
| Australia        | 7                 |
| Austria          | 13                |
| Belgio(Fiandre)  | 7                 |
| Belgio(Vallonia) | 25                |
| Danimarca        | 16                |
| Francia          | 11                |
| Germania         | 13                |
| Irlanda          | 5                 |
| Italia           | 37                |
| Paesi Bassi      | 3                 |
| Regno Unito      | 3                 |
| Svezia           | 16                |
| Svizzera         | 31                |
| Ungheria         | 3                 |